# Viola meyeriana
Viola meyeriana är en violväxtart som först beskrevs av Franz Josef Ivanovich Ruprecht, och fick sitt nu gällande namn av Klok.. Viola meyeriana ingår i släktet violer, och familjen violväxter. Inga underarter finns listade i Catalogue of Life.